# Bravo, kleiner Thomas
Bravo, kleiner Thomas ist ein Kinderfilm des Regisseurs Jan „Johannes“ Fethke aus dem Jahr 1945. In der Hauptrolle verkörpert Hans Töller den kleinen Thomas, der in seiner Kindheit immer nur Pech zu haben scheint, bis er durch eine Rettungsaktion als Held des Tages gefeiert wird, um gleich darauf wieder in seine alte Rolle als ständiger Pechvogel zurückzufallen.

## Handlung
Thomas hat immer nur Pech. Als kleinster in der Jugendgruppe wird er sowieso nie ernst genommen und bei einem entscheidenden Fußballspiel schießt er auch noch versehentlich ein Eigentor. Doch als das Spiel vorbei ist, will es der Zufall, dass die kleine Monika in einen Fluss fällt und zu ertrinken droht. Niemand hat den Mut, ihr zu helfen. Doch jetzt schlägt Thomas’ Stunde: Er hat als einziger den Mut, in die Fluten zu springen und sie an Land zu ziehen. Durch diese Heldentat wird er hoch gefeiert und aus lauter Stolz schenkt ihm sein Vater einen eigenen Fußball.
Dies jedoch bedeutet für Thomas schon wieder nur Pech, denn gleich beim nächsten Spiel setzt er seinen Ball ein und prompt landet der aber nicht, wie es wünschenswert wäre, im gegnerischen Tor, sondern in der Schaufensterscheibe des Bäckers Knoll. Dieser gibt bekannt, dass er den Ball erst herausgeben wird, wenn ihm seine Scheibe bezahlt wurde. Die Gesamtkosten von 36 Mark bekommt die Jugendgruppe mit Witz und Einfallsreichtum zusammen. Auch Thomas fällt ein Weg ein, seinen Anteil an der Summe bezahlen zu können. Durch einen unglücklichen Umstand verliert er jedoch sein Geld. Um nicht vor versammelter Mannschaft als einziger ohne Anteil dazustehen, stiehlt er das Geld aus der Kasse von Bäcker Knoll. Das bleibt jedoch nicht unentdeckt und somit bleibt Thomas seiner Linie treu, immer nur Pech zu haben.

## Produktionsnotizen
Die Dreharbeiten begannen am 1. Oktober 1943 und endeten Anfang Januar 1944. Gedreht wurde in den Hostiwar-Ateliers bei Prag. Die Produktionskosten beliefen sich auf rund 900.000 RM. Oskar Wagners Musik wurde vom NS-Reichssymphonie-Orchester eingespielt, es sang der Chor der Münchner Staatsoper. Die Filmbauten entwarf Heinrich Weidemann, die Kostüme stammen aus der Hand von Hildegard Chmilon-Bornkessel. Bravo, kleiner Thomas passierte die Filmzensur am 15. August 1944.
Im Rahmen der allgemeinen Namenseindeutschungen in der Spätphase des Dritten Reichs musste sich der Tscheche Václav Hanuš „Wenzel Hanusch“ nennen. Auch der schlesische Regisseur Fethke musste seinen den NS-Kulturbehörden zu slawisch erscheinenden Vornamen „Jan“ in „Johannes“ ändern.

## Erscheinungstermine und abweichende Filmtitel
Bravo, kleiner Thomas wurde am 28. Februar 1945 in München uraufgeführt. In Österreich kam er unter seinem eigentlichen Arbeitstitel Junges Blut in die Kinos.

## FSK-Prüfung
Die FSK überprüfte den Film am 3. September 1954 und empfahl eine Altersgrenze ab 6 Jahren. Ergänzend wurde dem Film das Attribut Jugendgeeignet / Jugendfördernd vergeben.

## Kritiken
„Ein schlichter, ansprechender Kinderfilm um Fairness und Kameradschaft mit deutlich erzieherischer Tendenz.“

„...dieser Film enthielt erzieherische Elemente: Gemeinschaftswerte, Kameradschaft, Sportertüchtigung, Opferbereitschaft, sogar Heldentum. Und das alles bei spannender Handlung, mit sparsamen Dialogen.“